# Mathieu Vadepied
Pour les articles homonymes, voir Vadepied.
Mathieu Vadepied est un directeur de la photographie, réalisateur et scénariste français.

## Biographie
Fils de Guy Vadepied et petit-fils de Raoul Vadepied, après un CAP de photographe, Mathieu Vadepied travaille comme assistant de photographes de mode, puis avec Raymond Depardon,.
Entre 1991 et 1995, il réalise une dizaine de clips vidéo.  
En 1995, Il travaille comme directeur de la photo sur Samba Traoré d'Idrissa Ouedraogo.  
En 1996, il entame une collaboration avec Xavier Durringer comme directeur de la photo sur deux de ses films : J'irai au paradis car l'enfer est ici (1997) et Les Vilains (1999). 
En 2000, il réalise un documentaire pour Arte, L'Histoire de Bruno. 
Il signe l'image de Sur mes lèvres de Jacques Audiard (2001, nomination aux Césars 2002 pour la meilleure photographie). 
En 2003, il tourne Le Souffle et, en 2005, Mille Soleils, deux courts-métrages de fiction. 
En 2014 il entreprend son premier long-métrage qui, d'abord appelé Adama, sort l'année suivante sous le titre La Vie en grand, après sa sélection en clôture de la Semaine de la Critique à Cannes 2015. 
Tirailleurs, son deuxième long-métrage de fiction, fait l'ouverture d'Un certain regard de la sélection officielle à Cannes 2022.

## Filmographie

### Réalisateur
- 2015 : La Vie en grand[5]
- 2021 : En thérapie, saison 1, quinze épisodes Esther, Ariane, Adel, Mohammed Chibane
- 2022 : Tirailleurs

### Directeur artistique
- 2011 : Intouchables d'Olivier Nakache et Éric Toledano
- 2017 : Le Sens de la fête d'Olivier Nakache et Éric Toledano
- 2021 : En thérapie (série télévisée)

### Acteur
- 2009 : La Ligne blanche[6] d'Olivier Torres

### Chef opérateur
- 1992 : Samba Traoré d'Idrissa Ouedraogo
- 1995 : Jospin s'éclaire de François Ozon et Mathieu Vadepied (moyen métrage documentaire)
- 1997 : J'irai au paradis car l'enfer est ici de Xavier Durringer
- 2001 : Sur mes lèvres de Jacques Audiard[2]
- 2003 : Le Lion volatil d'Agnès Varda (court-métrage)
- 2010 : Contre toi de Lola Doillon
- 2011 : Intouchables d'Olivier Nakache et Éric Toledano

## Distinctions
- Semaine de la critique 2015 : La Vie en grand est présenté en clôture de la Semaine de la critique durant le Festival de Cannes 2015
- Césars 2002 : nomination au César de la meilleure photographie pour Sur mes lèvres de Jacques Audiard[2].
- Césars 2012 : nomination au César de la meilleure photographie pour Intouchables